# Spökstan
Spökstan (originaltitel: Eerie, Indiana) är en amerikansk science fiction-tv-serie anpassad för barn, som ursprungligen sändes från den 15 september 1991 till 12 april 1992 på tv-kanalen NBC. I Sverige har serien visats på Barnkanalen och Fox Kids.
Serien fick, trots att det bara gjordes en säsong, många fans. 1998 gjordes därför en spinoff-serie, Eerie, Indiana: The Other Dimension (Den andra dimensionen). Serien handlade om en annan, yngre kille, men följde fortfarande originalkonceptet. Den blev dock kortlivad och det gjordes bara en säsong.
2004 släpptes en dvd-box i USA med alla 19 avsnitt samt ett som aldrig visats på TV.

## Handling
Serien handlar om Marshall Teller (Omri Katz), som flyttar med sin familj till den lilla staden Eerie i delstaten Indiana. Där lär han känna Simon Holmes (Justin Shenkarow), en av få normala människor där, och tillsammans upptäcker de att allting inte är som det verkar i staden. Tillsammans får de uppleva de mest märkliga saker.

## Rollista

### Huvudroller
- Omri Katz – Marshall Teller, seriens huvudperson
- Justin Shenkarow – Simon Holmes, Marshalls nioåriga bästa vän
- Francis Guinan – Edgar Teller, Marshalls far
- Mary-Margaret Humes – Marilyn Teller, Marshalls mor
- Julie Condra – Syndi Marie Priscilla Teller, Marshalls storasyster
- Jason Marsden – Dash X

### Andra roller i urval
- Archie Hahn – Mr. Radford (bedragaren)
- John Astin – Mr. Radford (den riktiga)
- Harry Goaz – Sergeant Knight
- Gregory Itzin – Mayor Winston Chisel